# بنك سورينام المركزي
بنك سورينام المركزي هو البنك المركزي وهو الجهة المالية المسؤؤولة في سورينام، وقد أسس في 1 أبريل 1957.
بنك سورينام المركزي هو المسؤول عن إصدار الدولار السورينامي.